# Shawn Knight
Shawn Matthew Knight (Provo, 4 giugno 1964) è un ex giocatore di football americano statunitense che ha militato nel ruolo di defensive tackle nella National Football League (NFL) e nella World League of American Football (WLAF).

## Carriera
Al college Knight giocò a football alla Brigham Young University, con cui nel 1984 vinse il campionato NCAA. Nell'ultima stagione nel college football mise a segno 16 sack. Fu scelto dai New Orleans Saints nel corso del primo giro (undicesimo assoluto) nel Draft NFL 1987. Quando iniziò la sua carriera professionistica, si presentò in ritardo all'inizio del training camp, perdendo il favore dello staff degli allenatori. Dopo una sola stagione fu scambiato con i Denver Broncos per Ted Gregory. Complessivamente disputò 31 partite nella NFL (di cui una sola come titolare) e l'unica statistica che fece registrare fu un fumble recuperato.

## Palmarès
- PFWA All-Rookie Team - 1987